# Abbaye d'Andechs
L'abbaye d'Andechs est une abbaye bénédictine allemande du XVe siècle, de style Baroque Rococo à clocher à bulbe, du village d'Andechs en Bavière (40 km au sud-ouest de Munich). Haut lieu de pèlerinage bavarois avec Altötting, elle est à ce jour un prieuré de la congrégation bénédictine de Bavière, dépendante de l'abbaye Saint-Boniface de Munich. Classée Monument historique allemand (D-1-88-117-17), elle est réputée pour sa brasserie (Klosterbrauerei Andechs).

## Historique
Au Xe siècle (selon la légende) le grave Carolingiens du Saint-Empire romain germanique saint Rasso d'Andechs (v900-v954) rapporte de ses pèlerinage de Rome, et pèlerinage de Jérusalem en Terre sainte, de nombreuses précieuses reliques, dont il fait don à son abbaye Saint Rasso de Grafrath (qu'il fonde à 20 km au nord d'Andechs). Son trésor est transféré par la suite à l'abbaye de Dießen am Ammersee, puis dans la chapelle saint Nicolas du château fort d'Andechs, qui domine le lac Ammer, à 10 km du lac de Starnberg, sur la route du Roi-Louis.

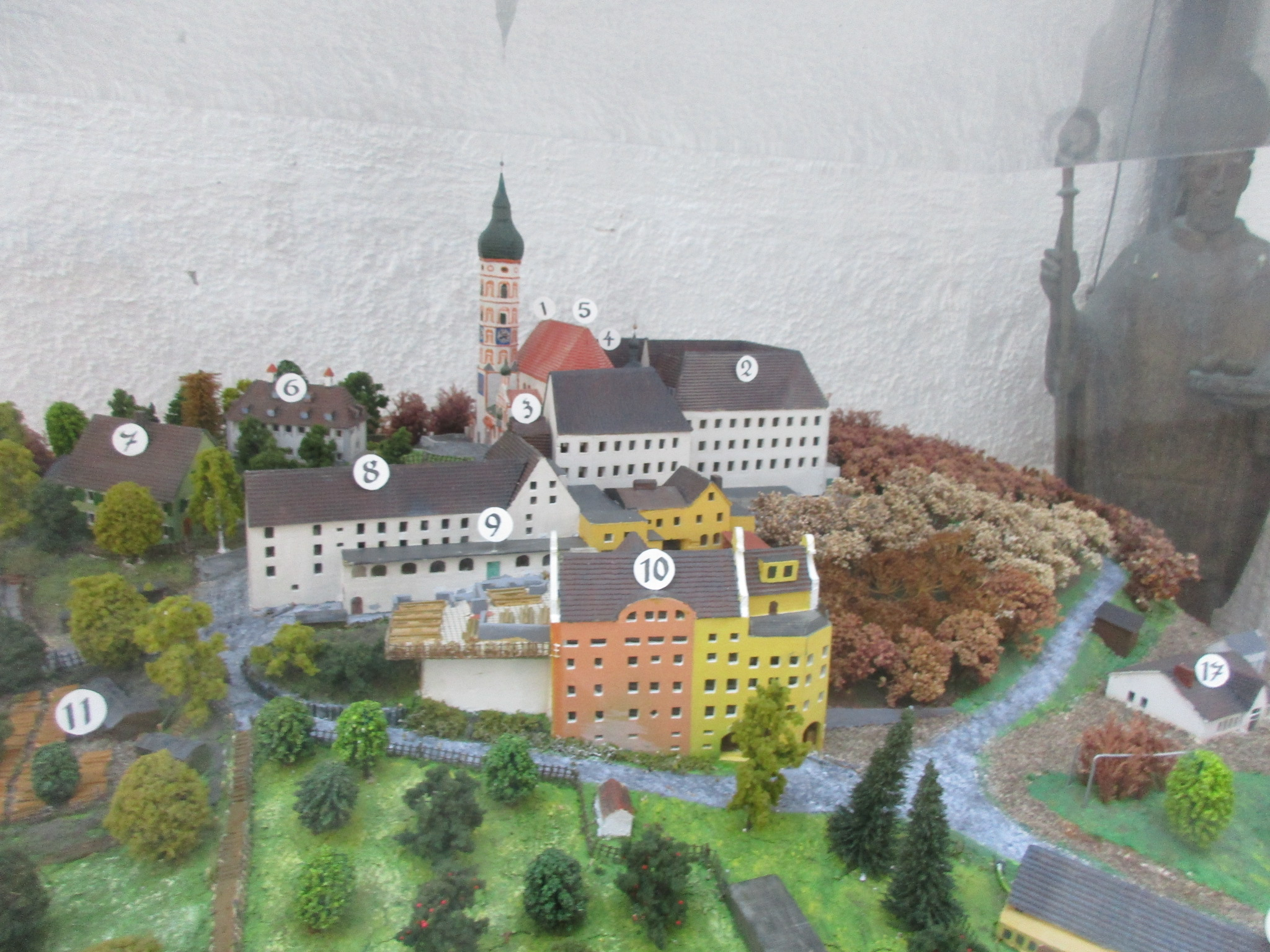
Vue d'ensemble
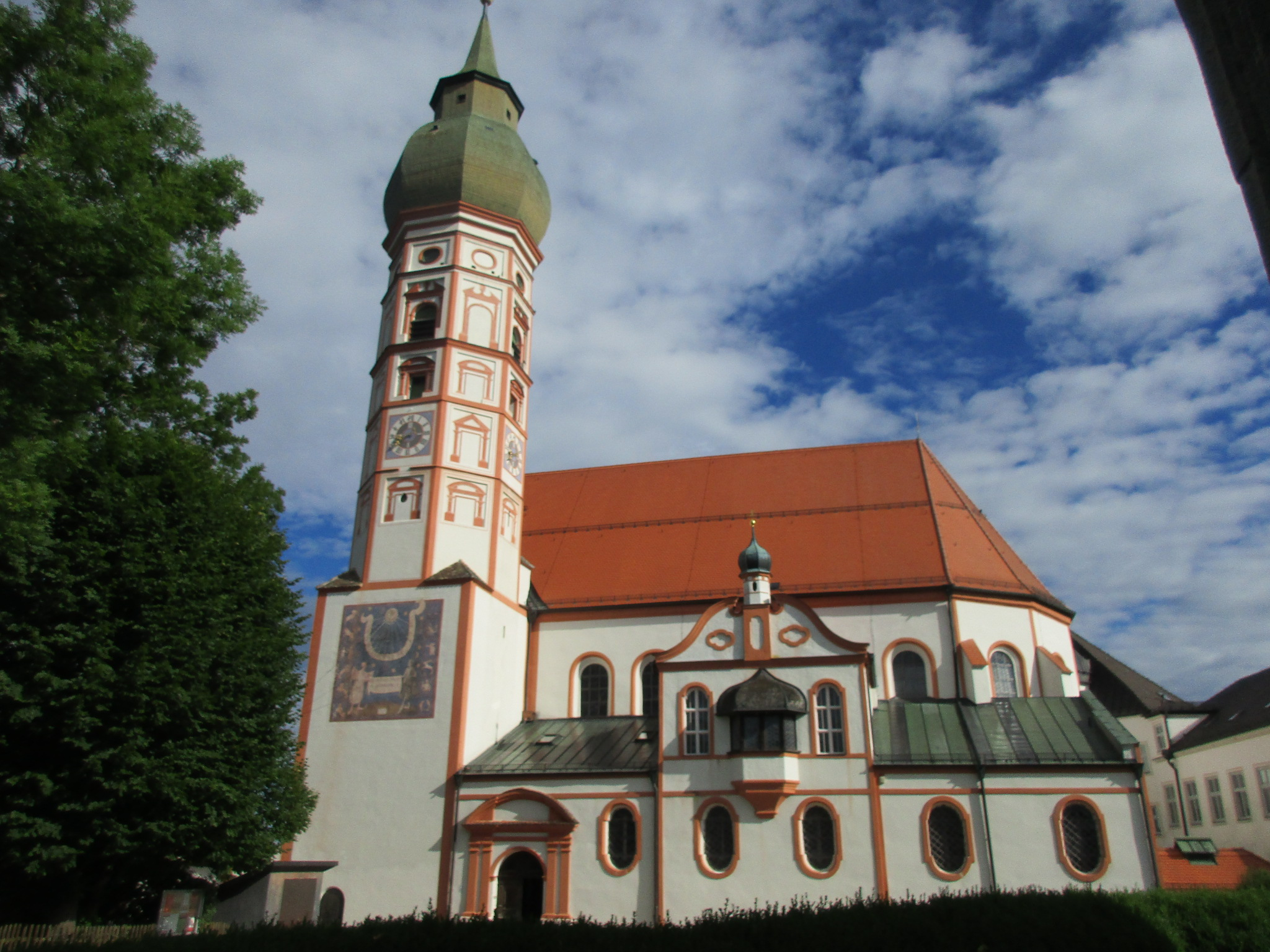
Abbatiale
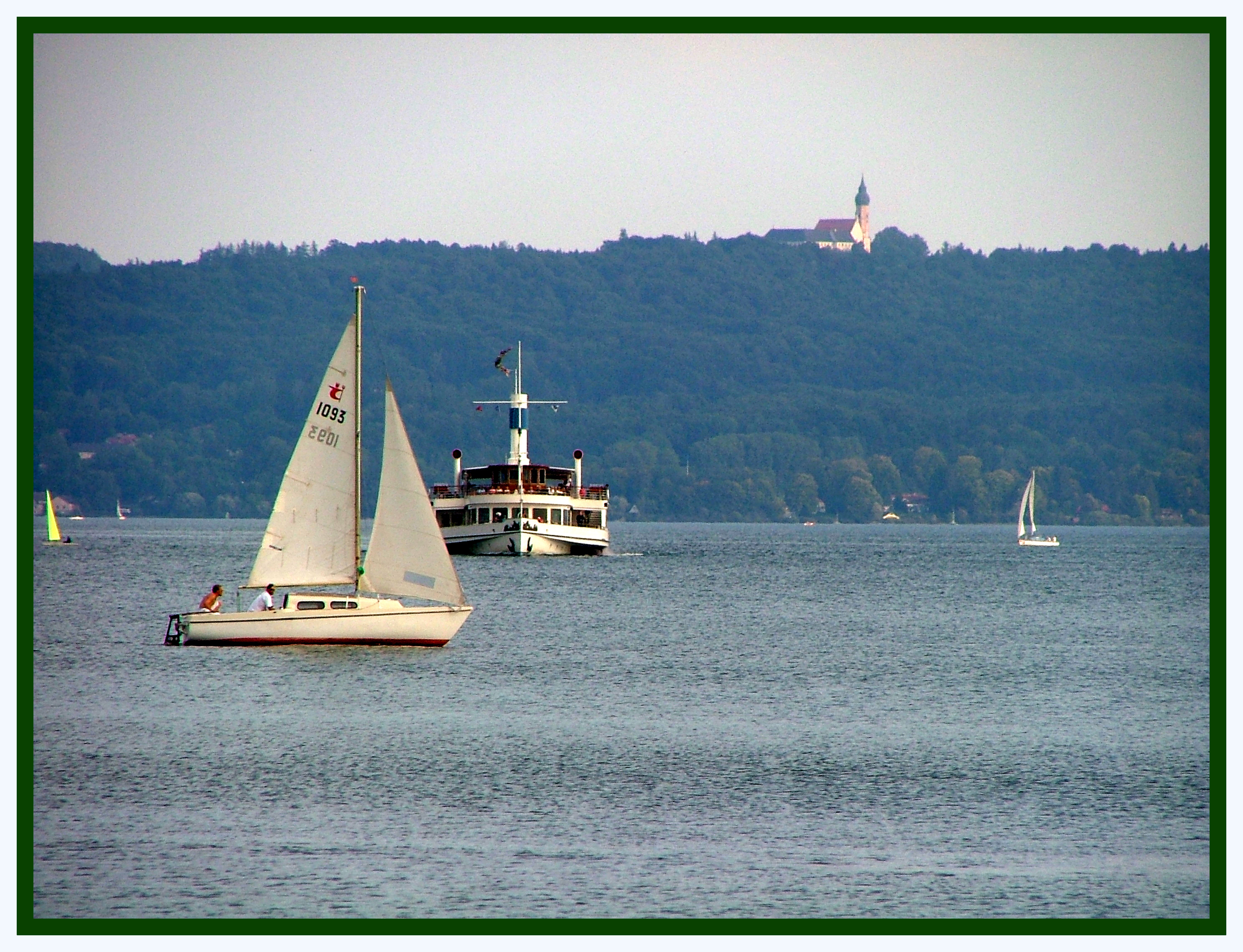
Depuis le lac Ammer
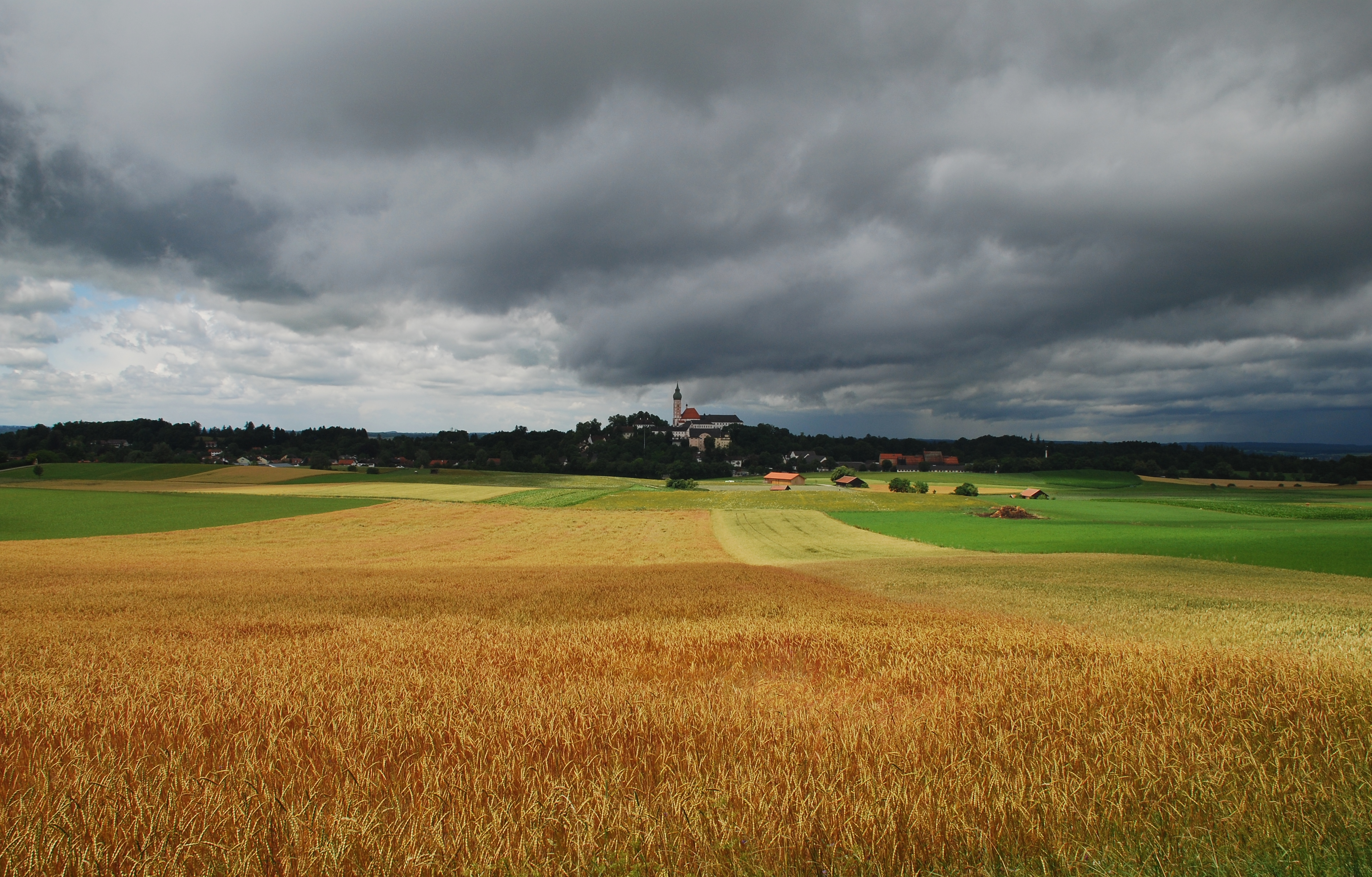
Depuis les champs agricoles

En 1132, le comte Berthold II d'Andechs fait don du château fort, de la chapelle, et de sa riche seigneurie, aux États pontificaux / archidiocèse de Bamberg. Il initie un pèlerinage bavarois en 1138, pour vénérer les reliques de la chapelle, sur cette « sainte Montagne d'Andechs » (plus important lieu de pèlerinage de Bavière avec Altötting).

Représentation de l'important trésor de reliques de l'abbaye
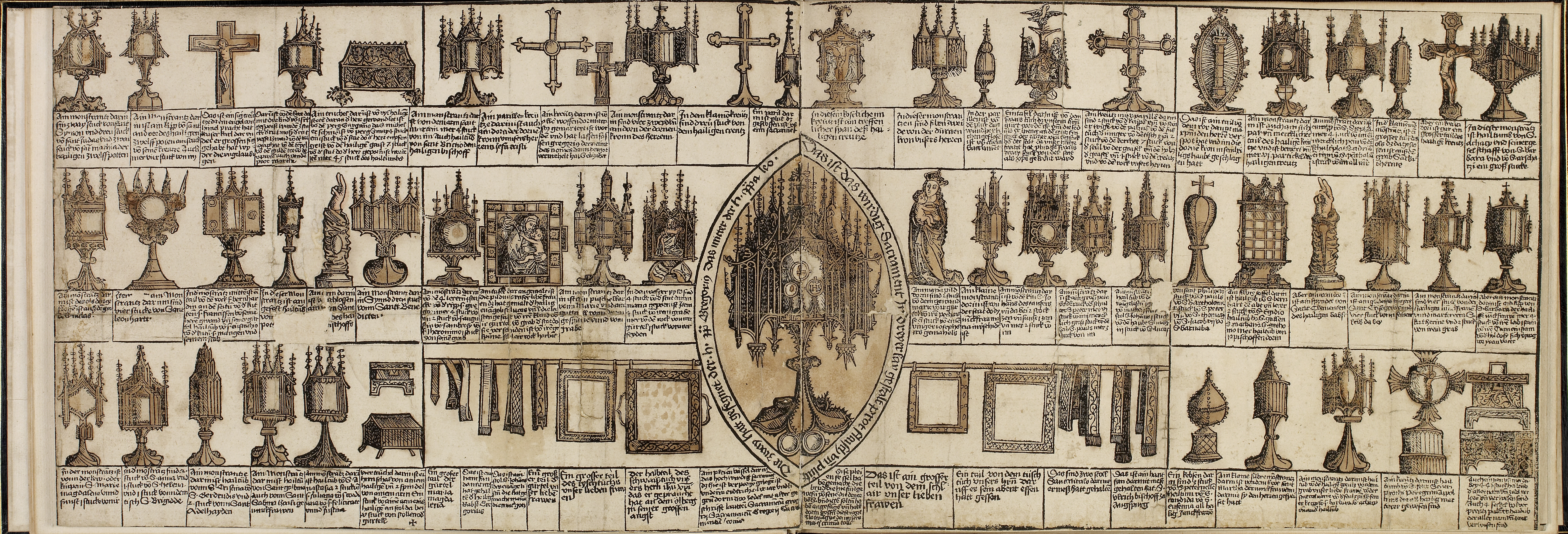
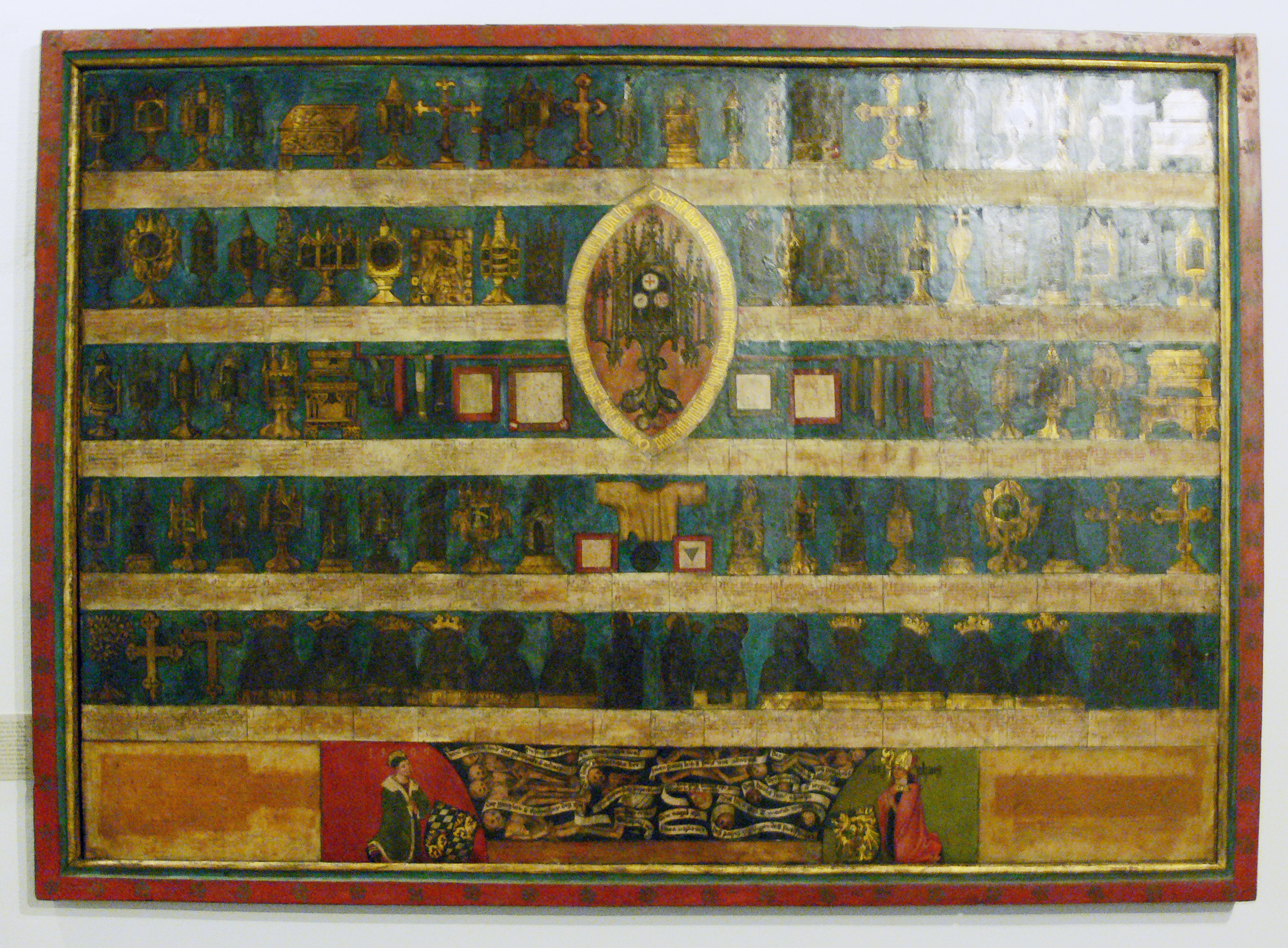

En 1423 le duc Ernest de Bavière fait édifier l'actuelle collégiale de style gothique tardif, sous le vocable de saint Nicolas de Myre et de sainte Élisabeth (mère de Jean le Baptiste), sur l'emplacement du château fort détruit en 1208 (histoire du Comté d'Andechs). Le 26 mai 1388 un important trésor reliquaire est découvert dans une cachette sous l'autel de l'ancienne chapelle...

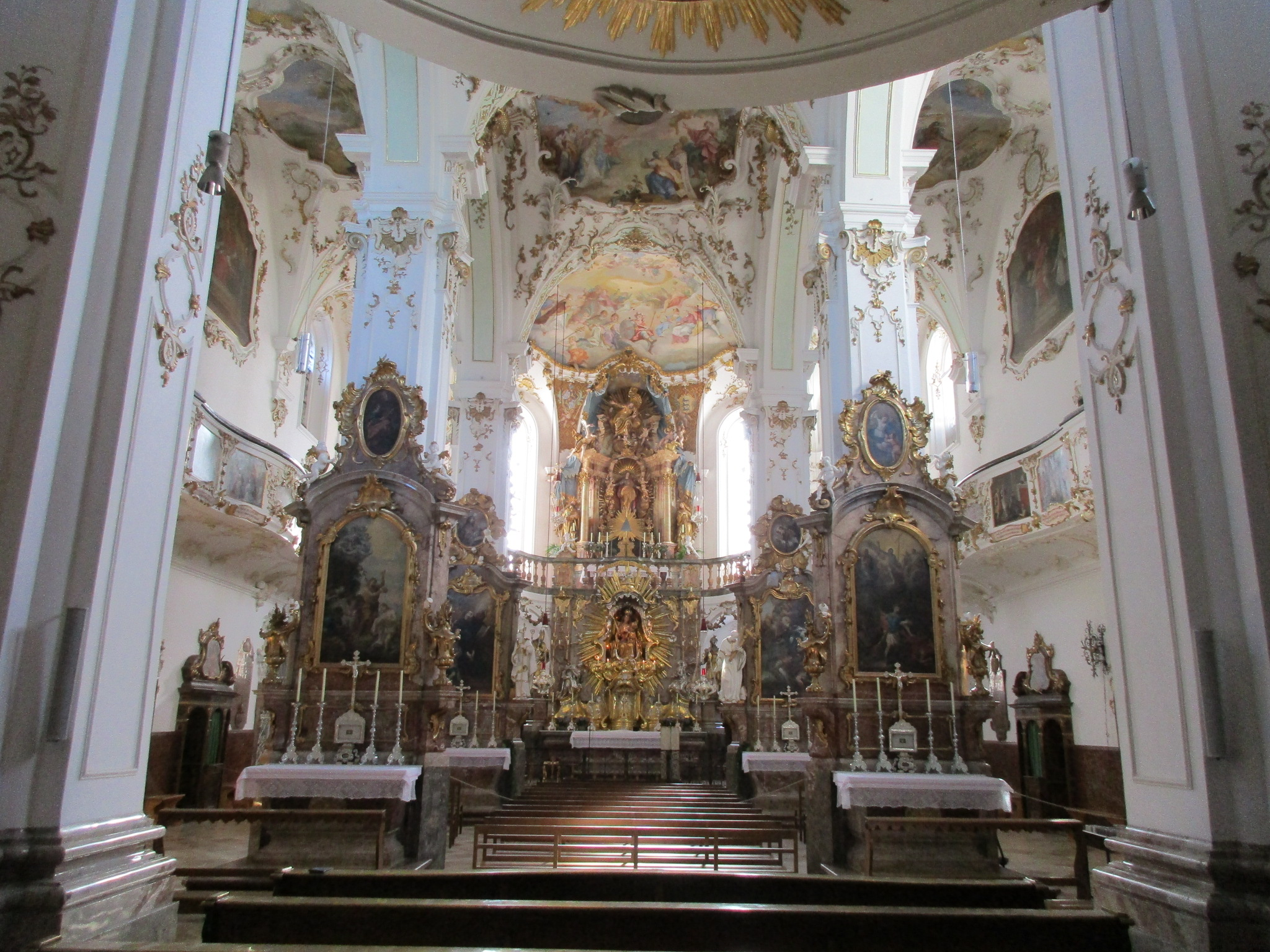
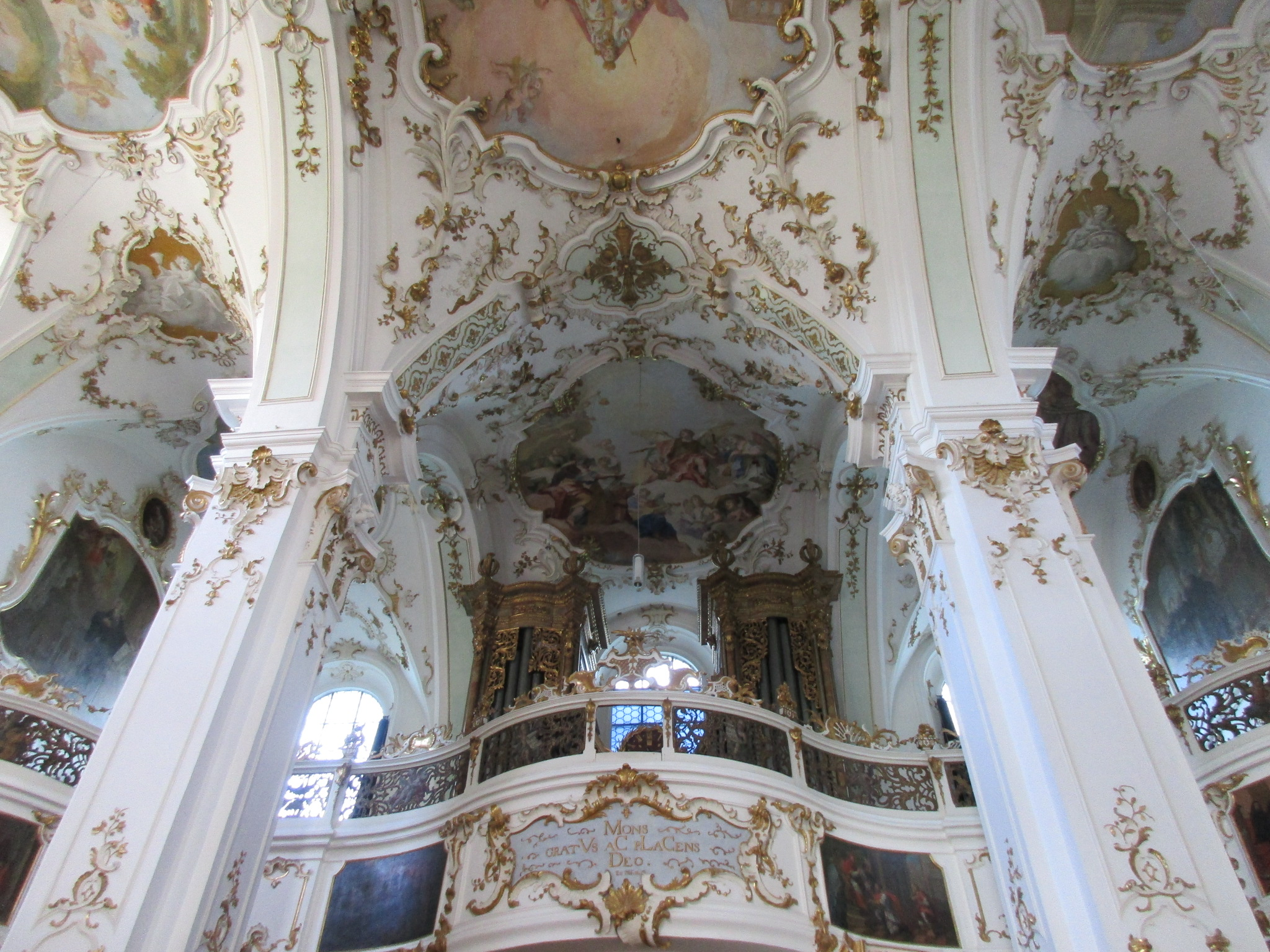
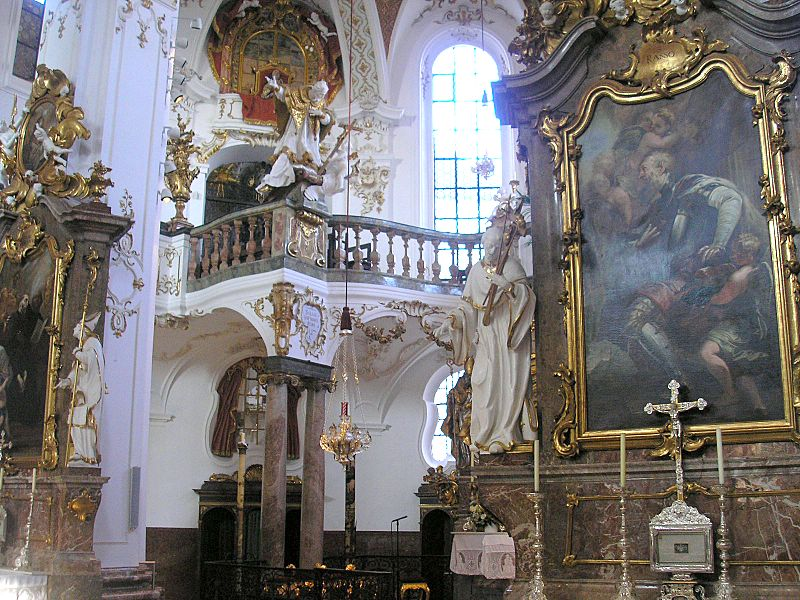
Saint Rasso d'Andechs
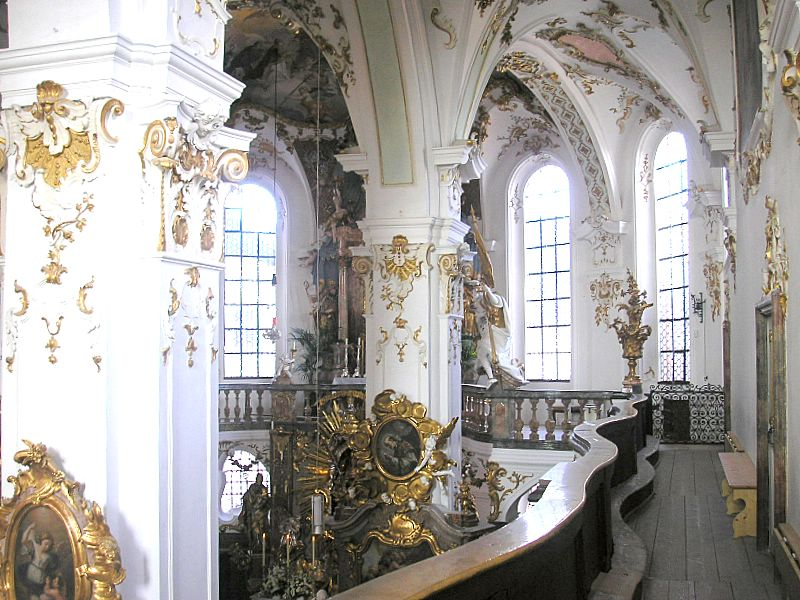

En 1455 le duc Albert III de Bavière fait édifier le monastère (qui devient abbaye en 1458) avec une trentaine de moines de l'Ordre de Saint-Benoît (bénédictins), venus de l'Abbaye de Tegernsee du VIIIe siècle (elle-même fondée par l'Abbaye de Saint-Gall du VIIe siècle). L'abbaye connaît une longue période de prospérité ininterrompue, dans une région historiquement prospère et fertile. Pour les 300 ans des lieux, l'abbé Bernhard Schütz fait entièrement rénover l'abbatiale entre 1751 et 1755, en chef-d'œuvre d'art Baroque Rococo, avec entre autres des autels remarquables du sculpteur Johann Baptist Straub, et des fresques et stucs de Johann Baptist Zimmermann (alors au sommet de son talent artistique).
À la suite de la Révolution française, et après l'abolissement du Saint-Empire romain germanique par les guerres napoléoniennes, l'abbaye est sécularisée et dissoute en 1803 (bien national). Elle est achetée avec l'ensemble de son domaine monastique et de ses biens en 1846 par le roi Louis Ier de Bavière qui en fait don en 1850 (en tant que prieuré bénédictin), à l'abbaye Saint-Boniface de Munich, qu'il a fondée en 1835.
L'abbaye est à ce jour un haut lieu de pèlerinage bavarois (environ 30 000 pèlerins annuels), de promenade du dimanche, et un des principaux lieux touristiques de la région de Munich. Elle organise également des séminaires spirituels pour des managers d'entreprise du monde entier.

## Brasserie monastique
La célèbre brasserie de l'abbaye d'Andechs (Klosterbrauerei Andechs) est réputée auprès des pèlerins amateurs de bière. Elle produit 115 000 hectolitres par an de plusieurs types de bière, avec 20 millions d'€ de chiffre d'affaires annuel (chiffre 2006), avec pour devise de l'Ordre de Saint-Benoît « Ora et labora » (prière et travail, en latin). L'abbaye fabrique également du beurre, du fromage, et du pain, avec environ 200 salariés pour l'exploitation agricole (culture, élevage, et fabrication de produits alimentaires traditionnels).

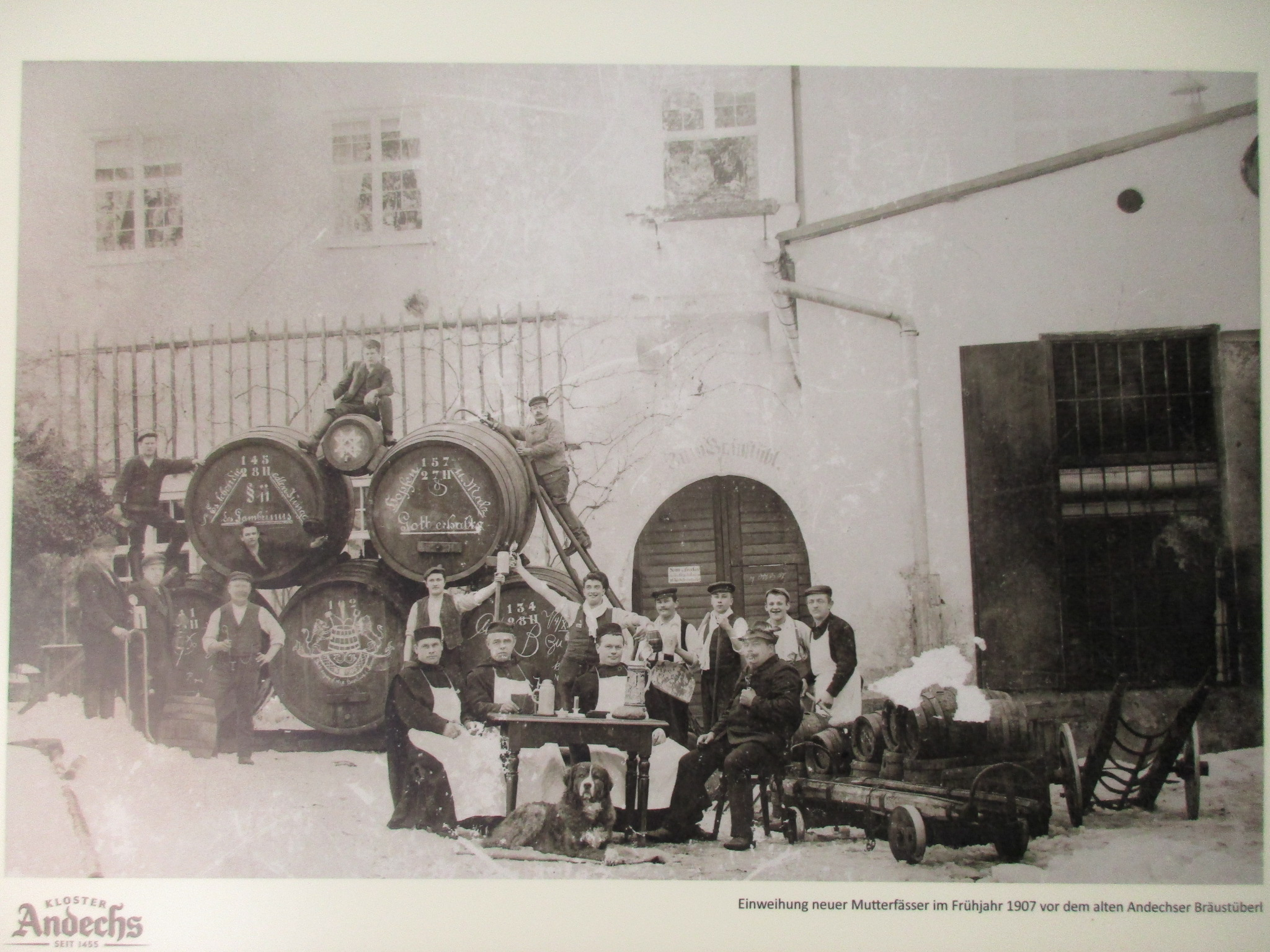
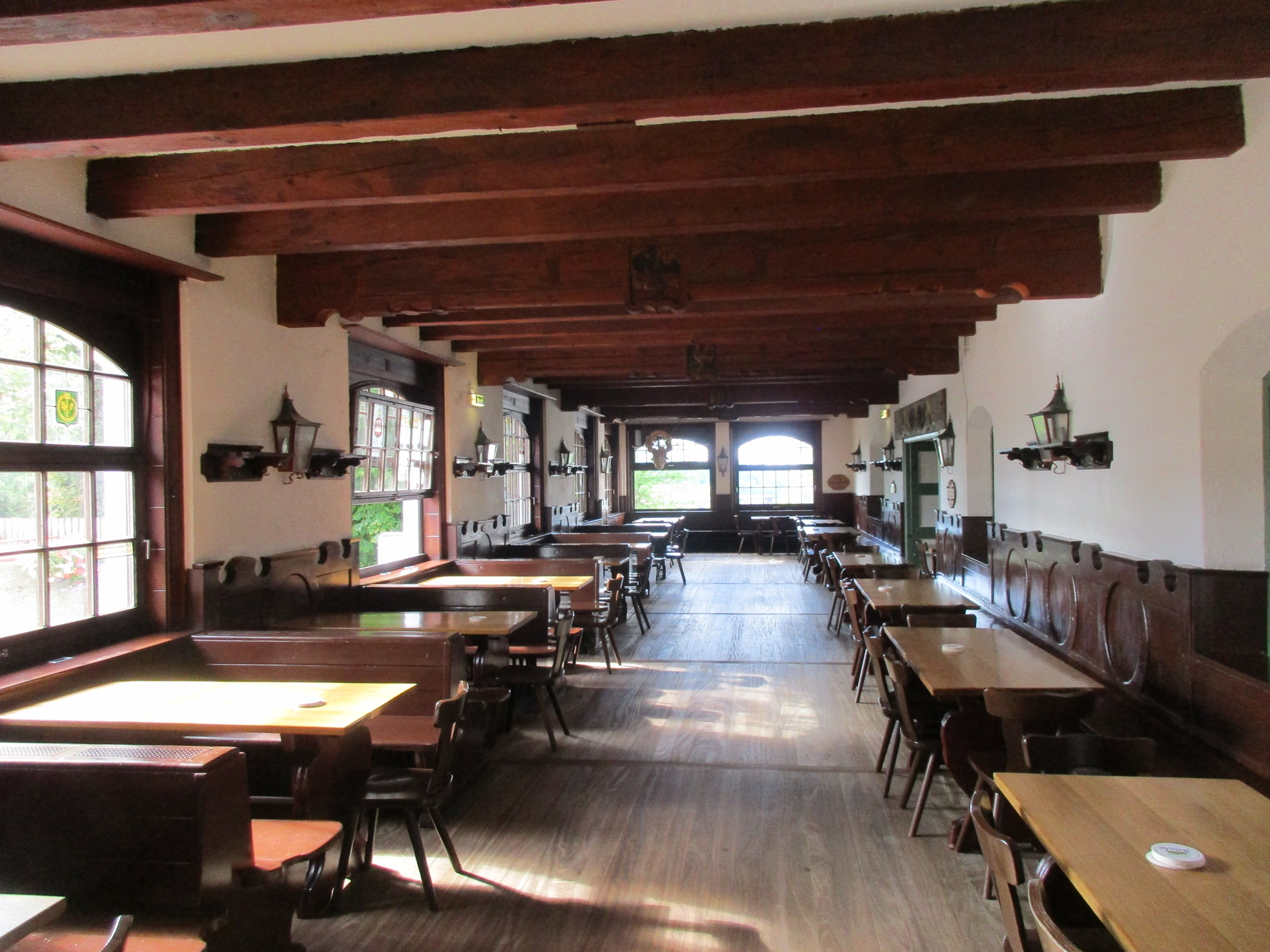
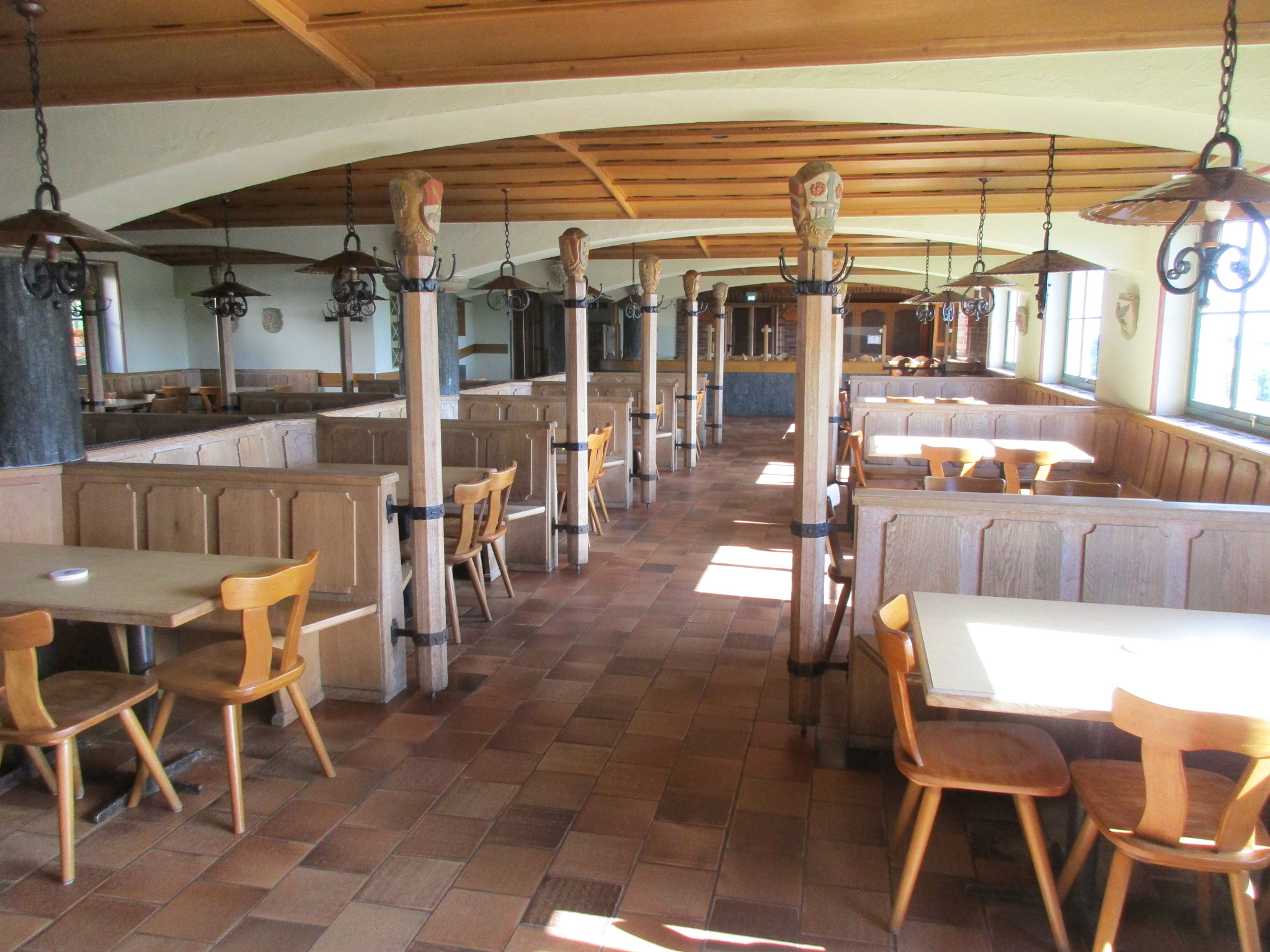
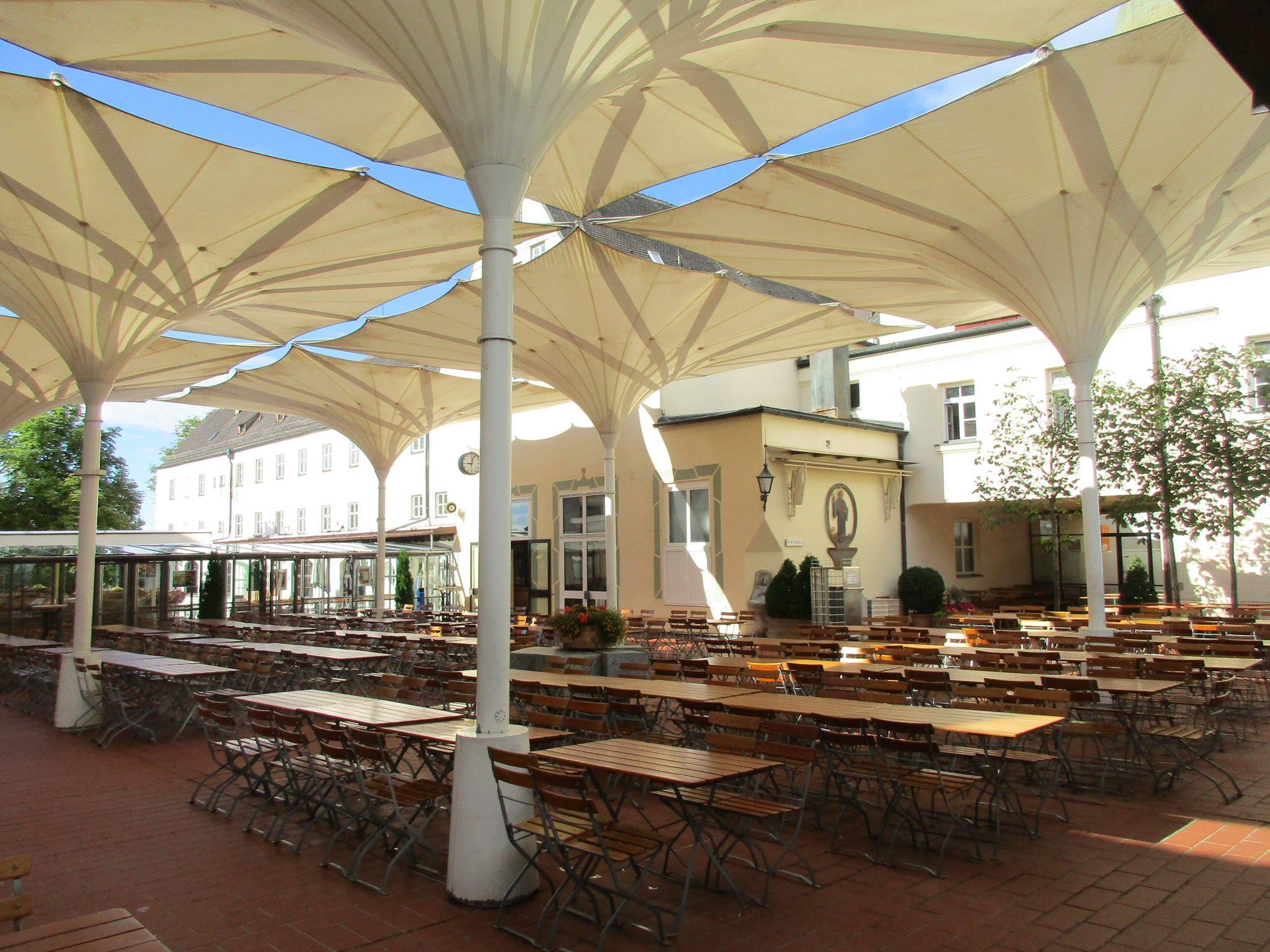
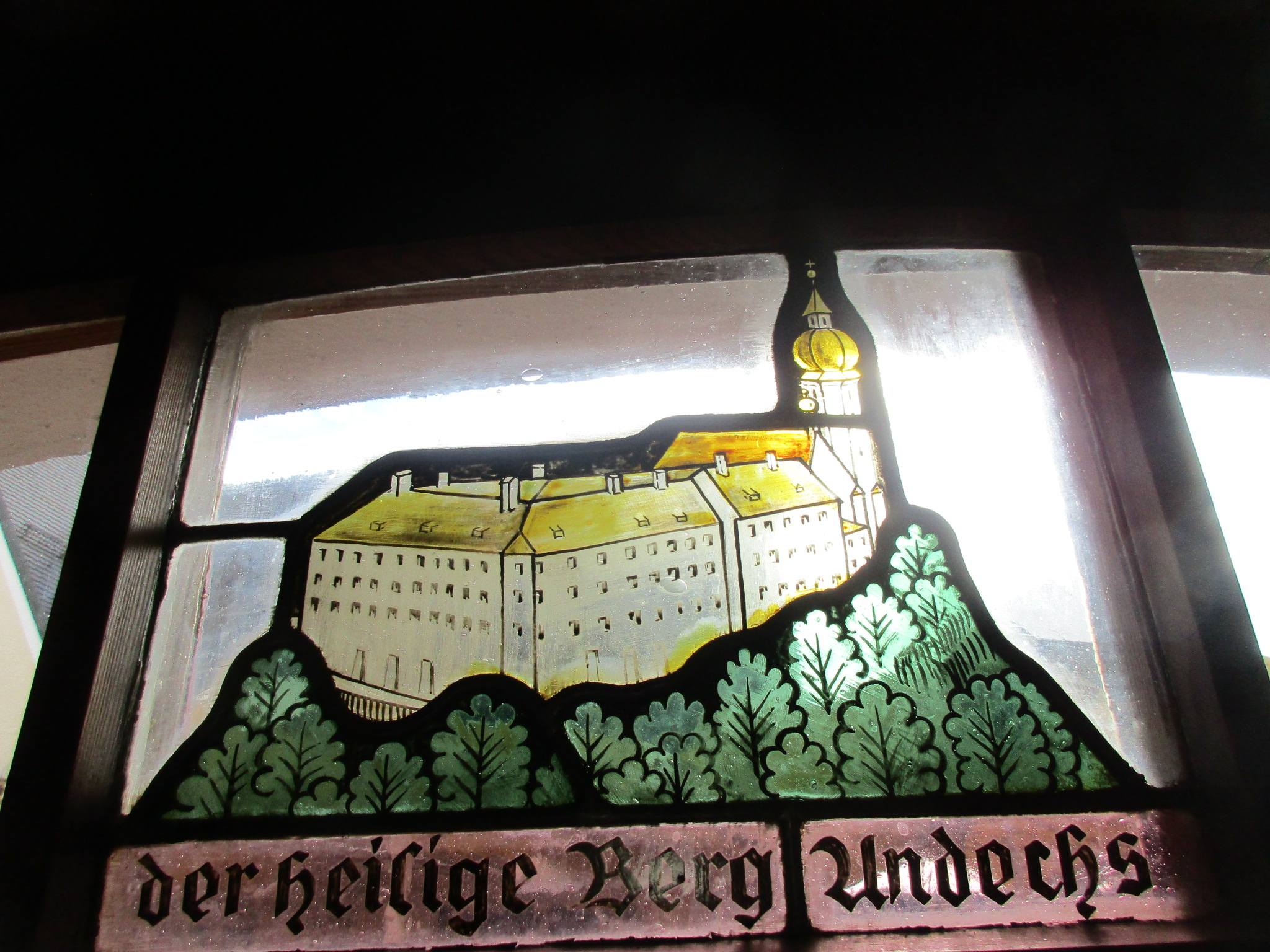
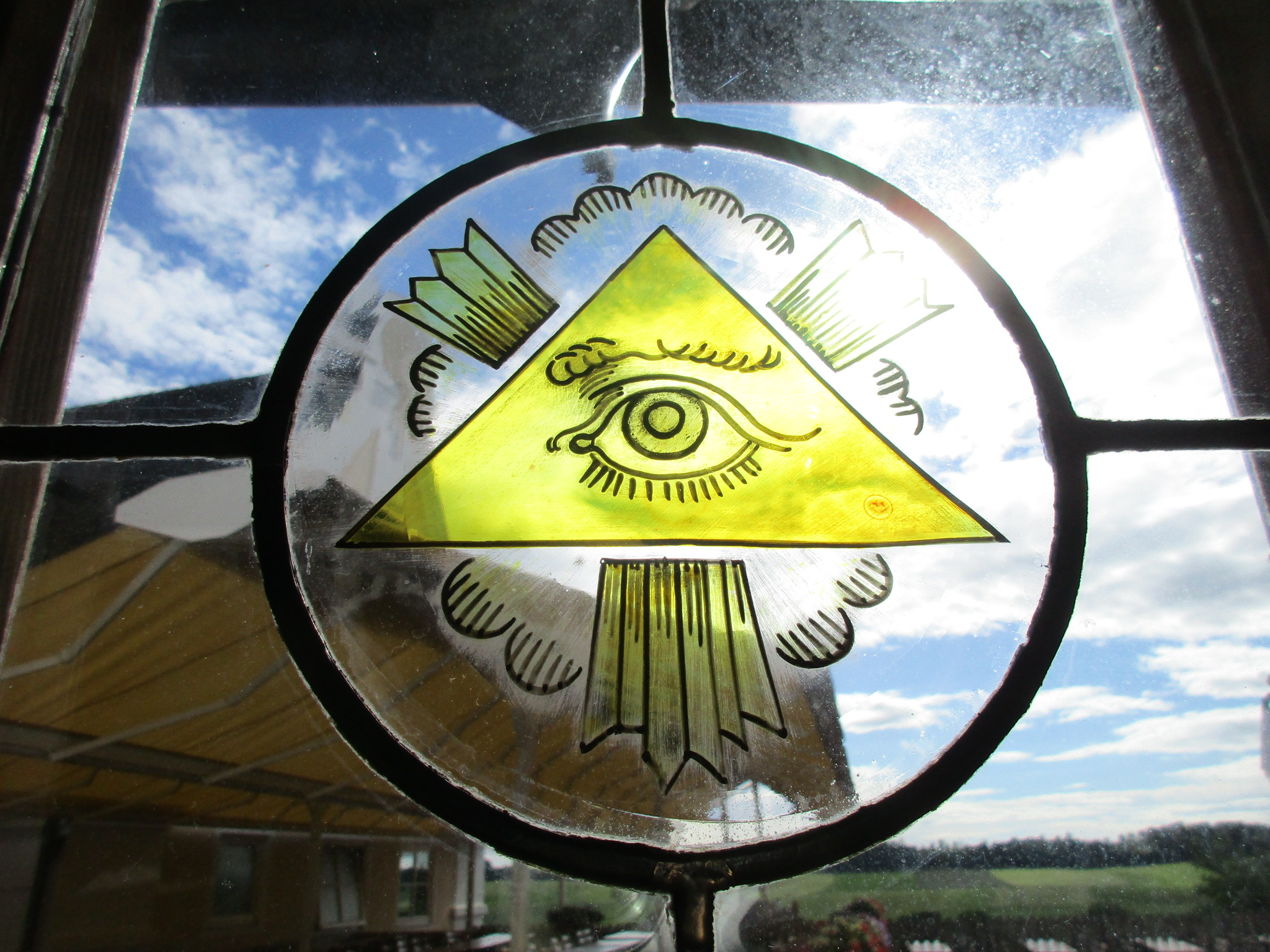
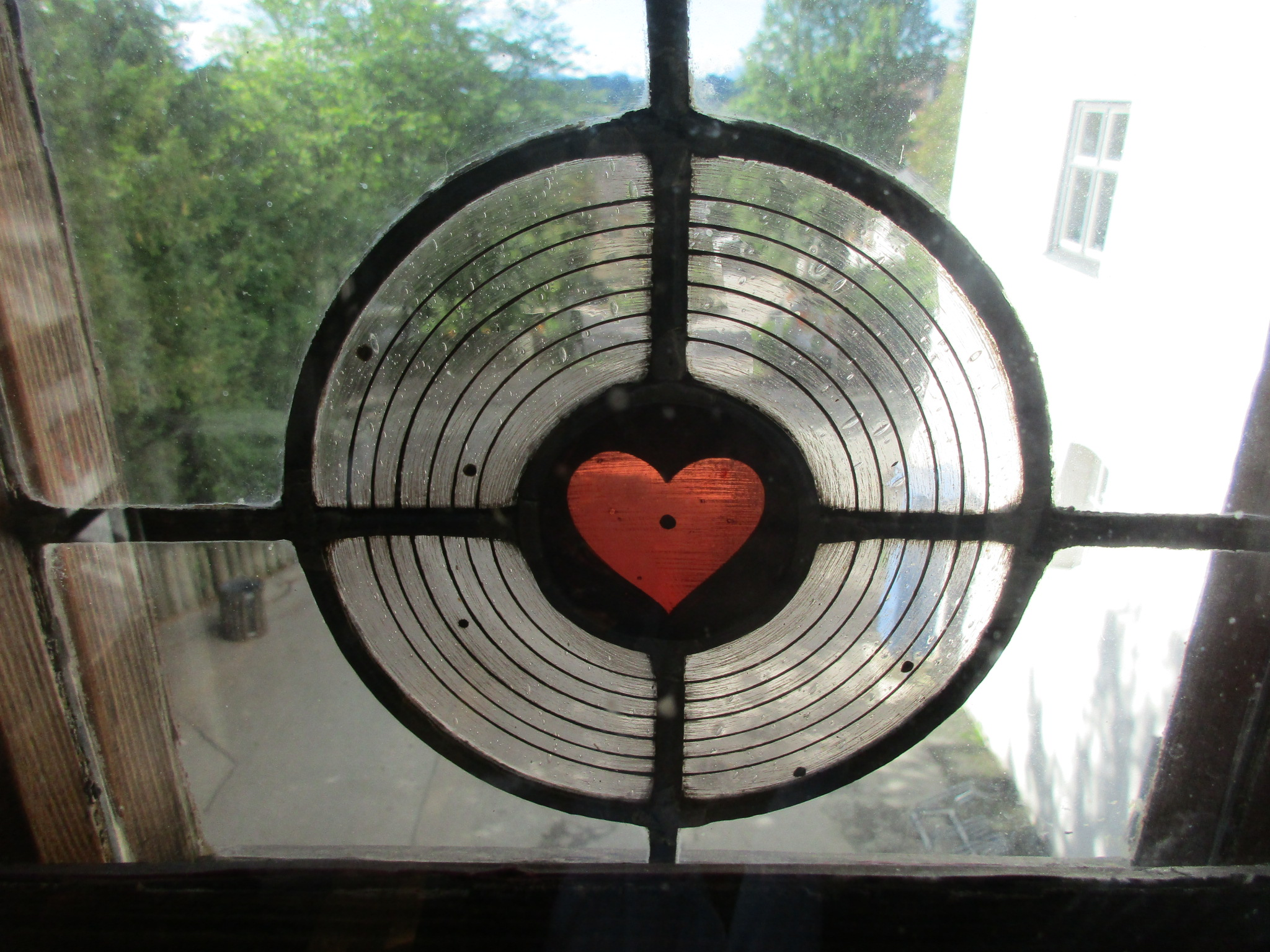
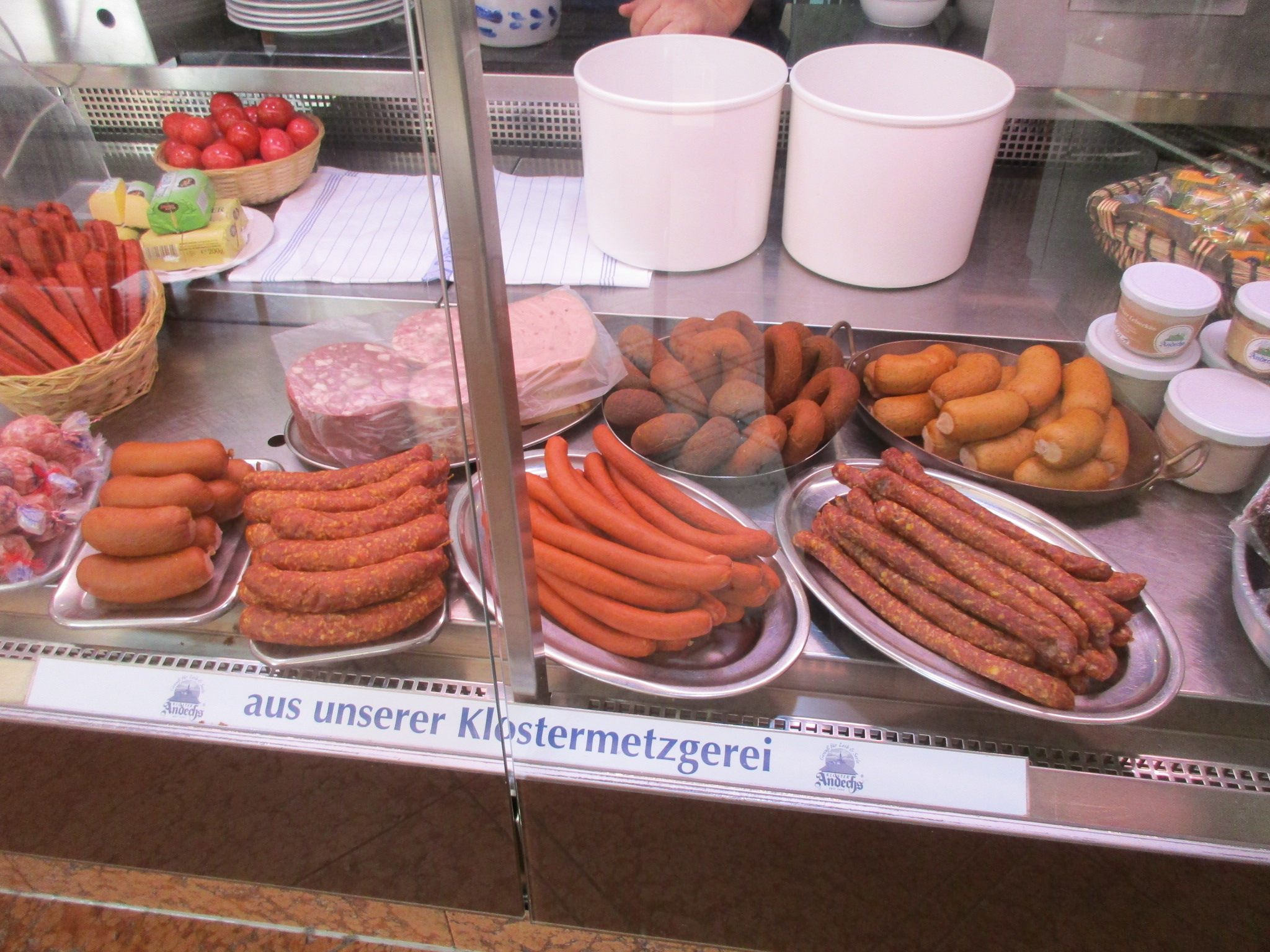
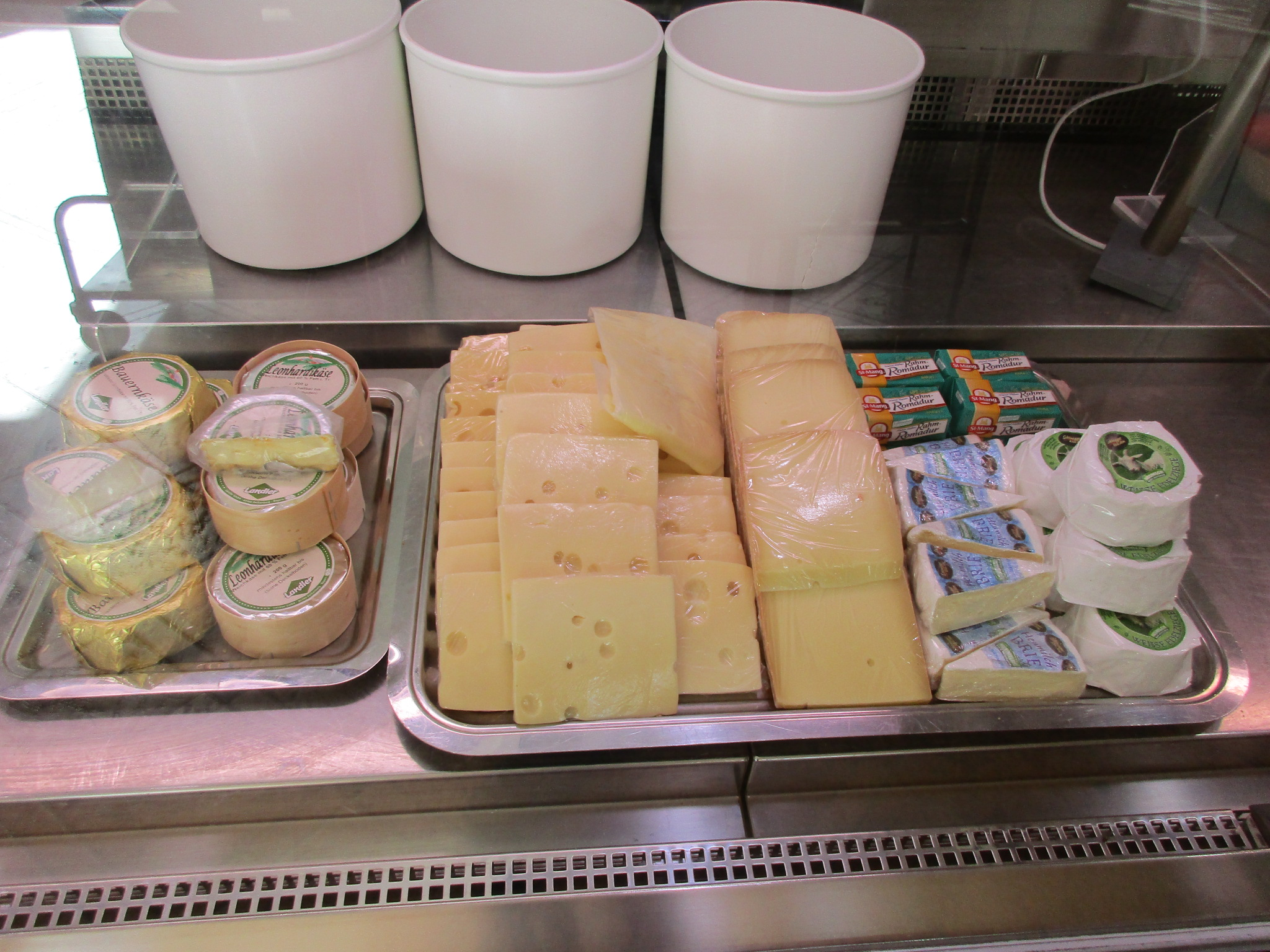
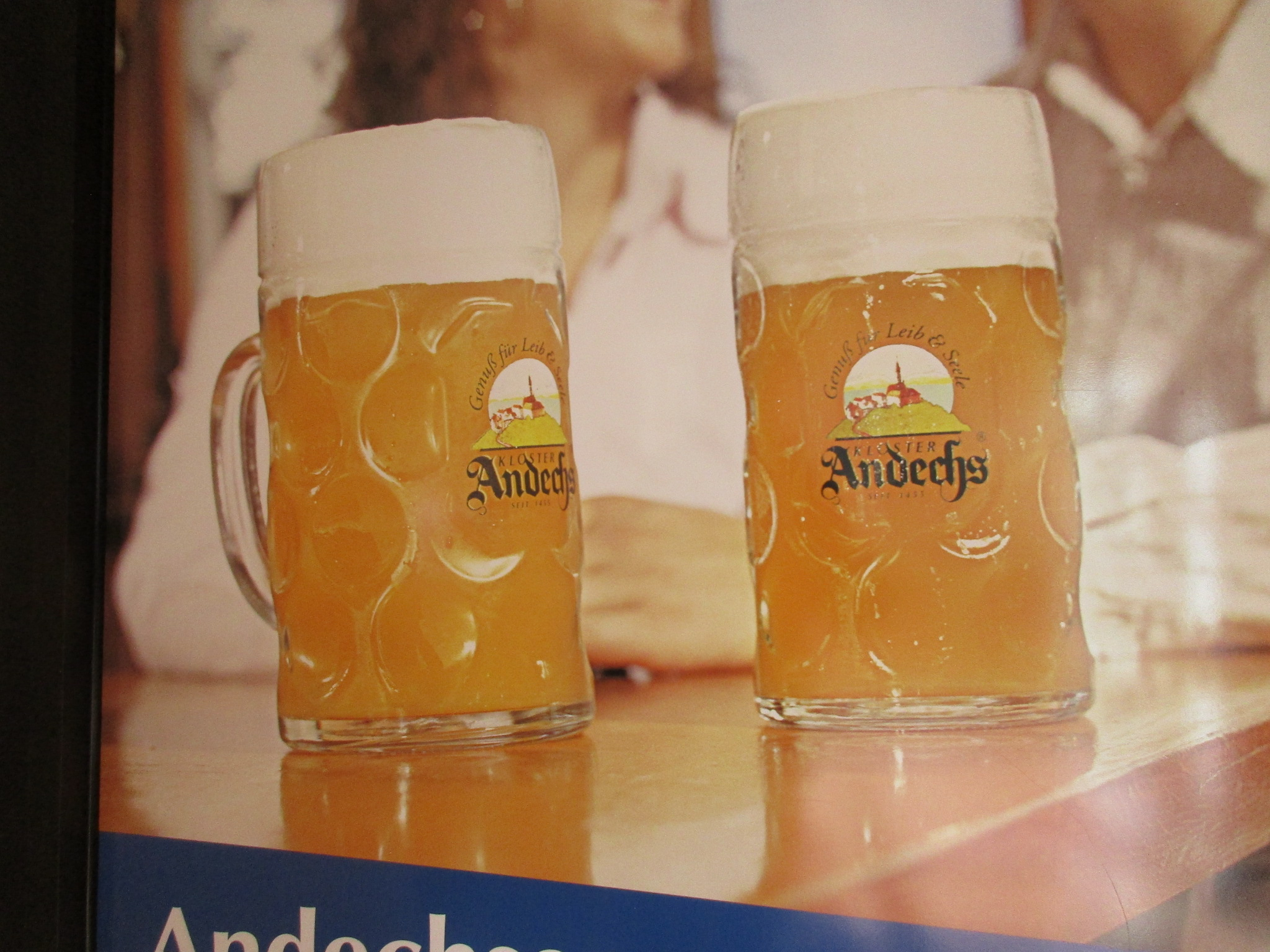
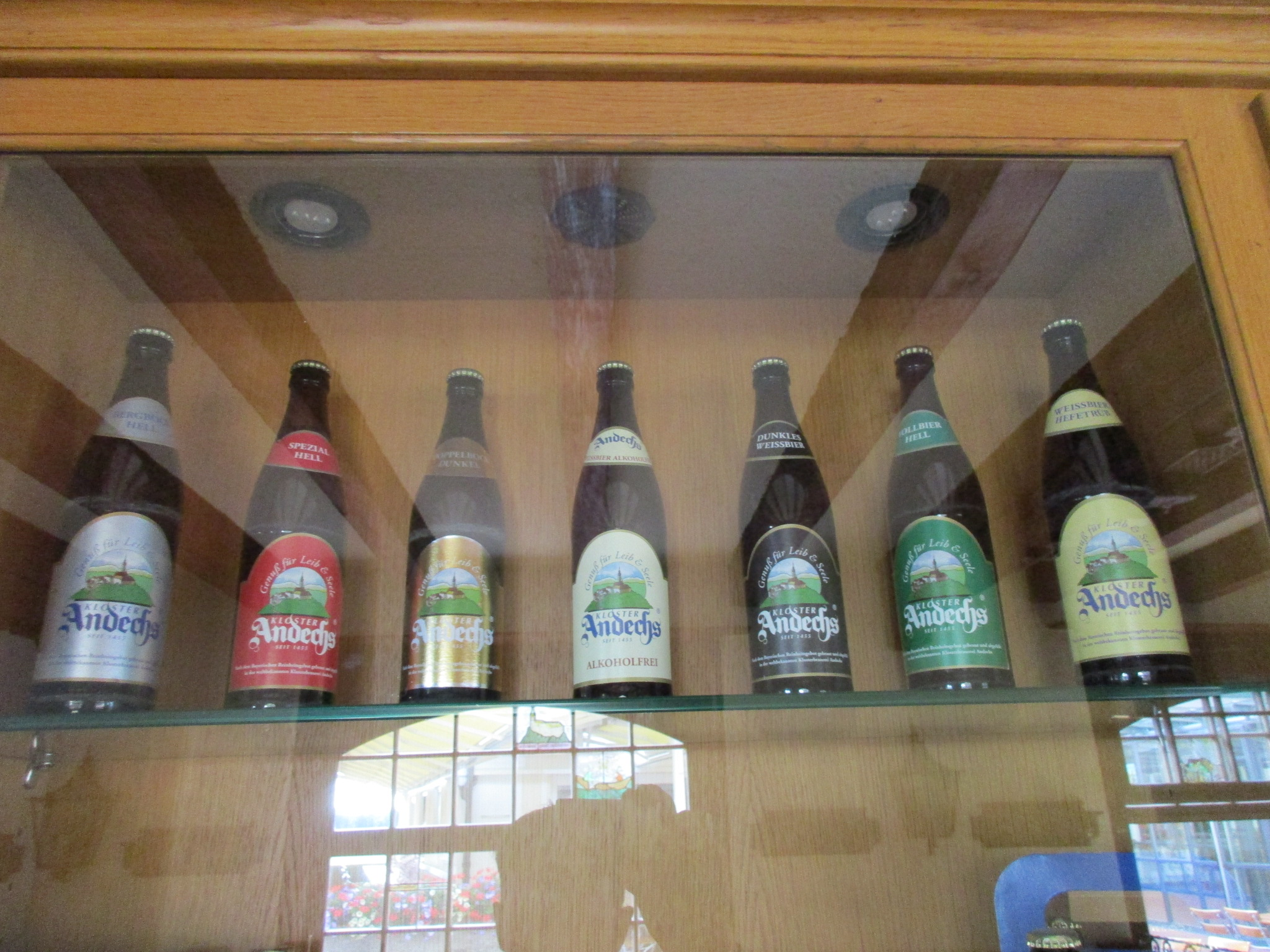
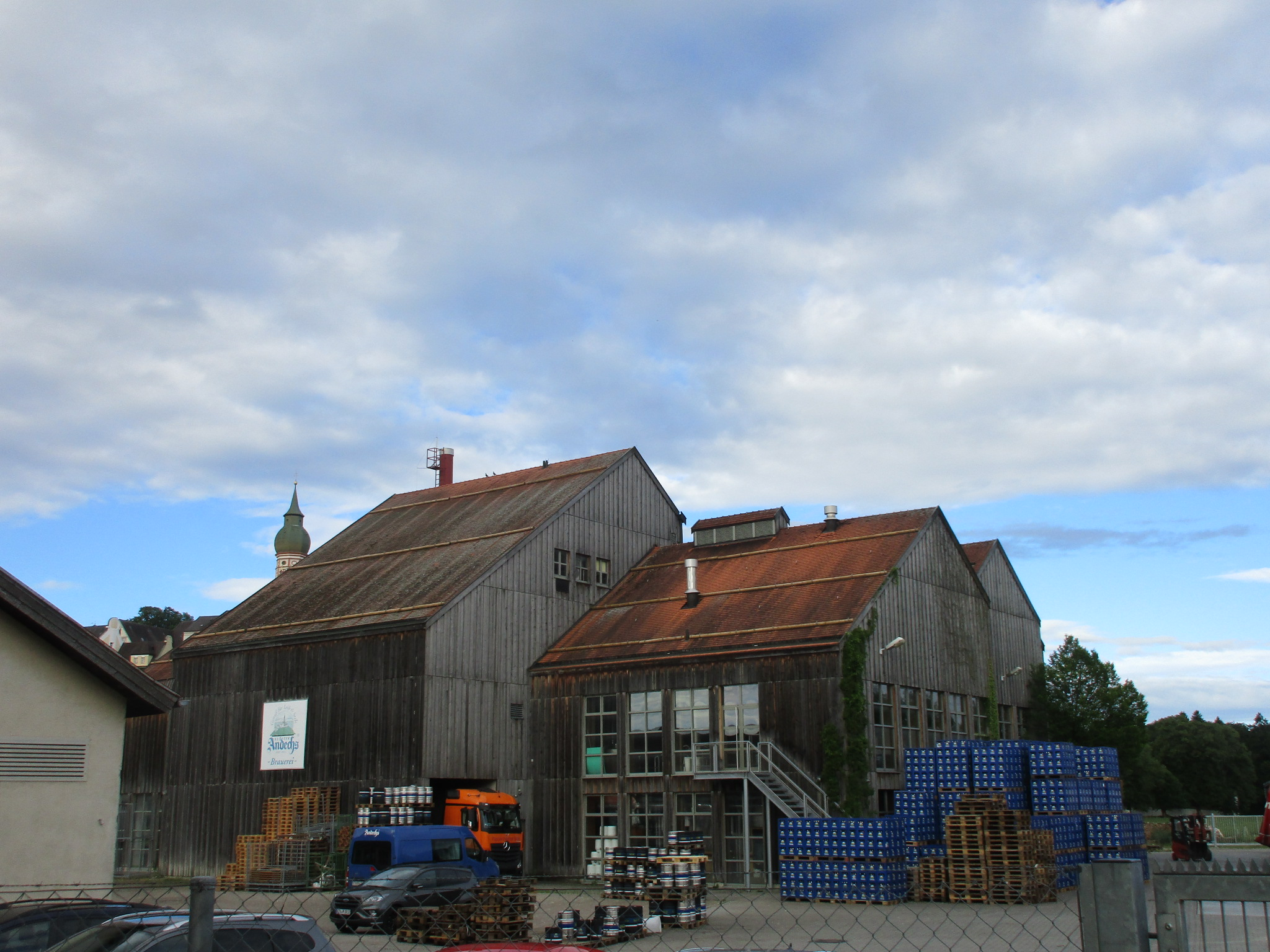

## Nécropole royale
L'abbaye d'Andechs fait office de nécropole royale (avec celle de Saint-Michel de Munich), ou sont inhumés de nombreux membres des familles royale et aristocratique des anciens duché de Bavière et royaume de Bavière, dont Edwige de Silésie (reliques), Albert III de Bavière (fondateur de l'abbaye en 1455), onze membres de la Maison de Wittelsbach, Jean IV de Bavière, Adalbert de Bavière (1886-1970), Albert de Bavière (1905-1996), Rasso de Bavière (1926-2011), Louis de Bavière (1913-2008), etc.
Le compositeur allemand Carl Orff (1895-1982, compositeur entre autres de Carmina burana en 1937, et concepteur de la pédagogie musicale Orff-Schulwerk), y est inhumé dans la chapelle de la Douleur de l'abbaye. Un important festival de musique classique « Orff in Andechs » lui a été dédié de mai à août, entre 1998 et 2015.